# Boo (personaje de Mario)
Un Boo (テレサ Teresa?) es un tipo de fantasma que aparece en la franquicia de videojuegos de Mario, de la compañía Nintendo. Apareció por primera vez en el juego Super Mario Bros. 3 (1988) y desde entonces es uno de los enemigos más comunes en los juegos de Mario. En la mayoría de los juegos donde los Boos aparecen son enemigos, aunque en otros aparecen como ayudantes o personajes jugables. Por ejemplo, en los juegos de las series Mario Kart y Mario Party, un Boo roba monedas, estrellas u objetos al oponente, pero también puede ser un personaje jugable, siendo reemplazado por el Chomp Cadenas para robar monedas o estrellas. A pesar de ser conocidos como uno de los enemigos más destacados de la serie Super Mario (destacando su rol en Luigi's Mansion) los Boos también han aparecido como aliados de Mario, especialmente en la serie Paper Mario, además de aparecer también en casi todos los juegos deportivos de Mario como personaje jugable.

## Creación
En una entrevista con la revista Nintendo Power, el creador de la franquicia de Mario, Shigeru Miyamoto, declaró que mientras trabajaba en Super Mario Bros. 3, el codiseñador Takashi Tezuka tuvo la idea de poner a su esposa en el juego. Según Miyamoto, "la esposa (de Tezuka) normalmente es muy tranquila, pero un día explotó, enloquecida por todo el tiempo que él pasaba en el trabajo. En el juego, ahora hay un personaje que se encoge cuando Mario lo mira, pero cuando Mario se aleja, crecerá grande y amenazante". Su nombre japonés, Teresa (テレサ), proviene del verbo tereru (照れる), que significa "ser tímido". En cuanto a su nombre internacional, se debe a la onomatopeya de cuando se intenta asustar a alguien ("¡bu!").

## Características
Los Boos tienen un singular aspecto redondo, unas manos cortas y torpes pues no tienen dedos y poseén una sonrisa maléfica, además al ser fantasmas, en varios juegos pueden atravesar las paredes. También tienen una característica esencial: cuando los miran, los Boo se quedan quietos y se tapan la cara con sus manos o se hacen invisibles, pero si no los miran, comienzan a perseguir al jugador. Estos enemigos por lo general son de color blanco, aunque también hay de otros colores.

## Apariciones
Apareció por primera vez en el videojuego Super Mario Bros. 3 de la consola Nintendo Entertainment System bajo el nombre de "Boo" Diddly (una referencia al cantante de rock Bo Diddley). En este juego sólo se le podía vencer con una Estrella o con el traje de Hermano Martillo. También aparecía una variación llamada Boo Estirado (Stretch en inglés), con cuerpos largos.
Reaparecieron en Super Mario World de la consola Super Nintendo como un enemigo común con el nombre "Boo Buddy". Tenían el poder de hacerse invisibles, desaparecer o unirse varios en un círculo para hacer mayor la dificultad del juego, en este mismo juego aparece una variación de Boo más grande conocido como Gran Boo. Volvió a aparecer en  Yoshi's Island como jefe final de un castillo, pero se llamaba Bigger Boo. En Super Mario RPG aparecen como enemigos, aunque en la versión en inglés son llamados erróneamente "The Big Boo".
Para la consola Nintendo 64, Boo aparece en Super Mario 64, como enemigo común del quinto mundo, "Big Boo's Haunt" y del jardín trasero del Castillo de Peach; a partir de este juego, se puede escuchar la risa malvada de los Boo. En Yoshi's Story es posible verlo en el nivel 6-3 como uno de los pocos enemigos que aparecen. En Paper Mario aparece Lady Bow, una Boo elegante color verde y querida por todos sus amigos de Barranco Borrascoso, que se unió a Mario en su lucha contra Bowser; en este juego, ninguno de los Boo que aparecen atacan a Mario. En Mario Party, Mario Party 2 y Mario Party 3, Boo se encarga de robar monedas o estrellas a un oponente, en los últimos dos juegos aparece un objeto llamado "Campana Boo", con la cual se le puede llamar a Boo para robar monedas o estrellas. También aparece en Mario Tennis como personaje jugable.
Para la consola GameCube, Boo aparece en Luigi's Mansion, Luigi tocó un botón que liberó a los 50 Boos y a su rey, este último encerró a Mario en un cuadro, además del gran Boo formado por aproximadamente 15 Boos llamado "Boolossus", que para atraparlo tenías que usar el Succionantes 3000. También aparecen como enemigos en Super Mario Sunshine en el nivel "Sirena Beach" en el interior del "Hotel Delfino", su apariencia en este juego es muy diferente que en otros juegos, ya que tienen sus ojos medio cerrados y su lengua es muy larga, aquí algunos Boos se disfrazan de monedas. En Paper Mario: The Thousand-Year Door los Boos aparecen como enemigos comunes y en este mismo juego aparece como jefe un "Atomic Boo", similar a "Boolossus", también es posible encontrar a Lady Bow haciendo un cameo en este juego, después de derrotar a la Reina de las Sombras. En Mario Party 4, Boo roba monedas o una estrella a un oponente, así como también uno de los tableros está dedicado a Boo, incluso uno de los objetos, la "Bola de Cristal Boo" lo invoca para que robe monedas o una estrella a uno de los contrincantes, similar a la "Campana Boo". Para la misma consola, Boo aparece como personaje jugable en Mario Party 5, Mario Party 6, Mario Party 7, Mario Golf: Toadstool Tour, Mario Power Tennis y Mario Superstar Baseball.
Para la consola portátil Nintendo DS, Boo apareció en el remake de Super Mario 64, llamado Super Mario 64 DS, como enemigo del quinto mundo, al igual que en el juego original, aquí también aparece su rey como enemigo que posee la Llave de la Gorra Verde, con la cual se puede liberar a Luigi. En New Super Mario Bros. aparecen como enemigos comunes, también es un enemigo común en Mario & Luigi: Partners in Time, Super Princess Peach, Yoshi's Island DS, Mario & Luigi: Bowser's Inside Story y como personaje jugable en Mario Hoops 3-on-3.
En la consola Wii se puede escoger a Boo como compañero de equipo en Mario Strikers Charged, como personaje jugable en Mario Party 8 y Mario Super Sluggers y como enemigo en Super Paper Mario y en ciertas galaxias de Super Mario Galaxy y Super Mario Galaxy 2. También aparece como enemigo en New Super Mario Bros. Wii y como personaje no jugable en Mario Sports Mix y Mario Party 9.
Para la consola portátil Nintendo 3DS, Boo aparece como enemigo común en Super Mario 3D Land, New Super Mario Bros. 2, Paper Mario: Sticker Star, Yoshi's New Island y Luigi's Mansion: Dark Moon; como personaje jugable en Mario Tennis Open, Mario Party: Island Tour, Mario Golf: World Tour y Mario Sports Superstars y como personaje no jugable en Mario Party: Star Rush.
Para la consola Wii U, Boo aparece como enemigo común en New Super Mario Bros. U, Super Mario 3D World, Super Mario Maker y Paper Marioː Color Splash; como personaje jugable en Mario Tennis: Ultra Smash y como personaje no jugable en Mario Party 10.
Para Nintendo Switch, Boo aparece como enemigo en Mario + Rabbids Kingdom Battle, Super Mario Maker 2, Paper Mario: The Origami King; como personaje jugable en Mario Tennis Aces, Super Mario Party, Mario Golf: Super Rush y como personaje no jugable en Mario Party Superstars.
En los juegos de la saga Mario Kart como Super Mario Kart, Mario Kart 64, Mario Kart: Super Circuit, Mario Kart DS y Mario Kart 8 Deluxe, tienen a Boo como un objeto que hacía invisible por unos segundos al que lo usaba y le proporcionaba además un objeto robado de otro oponente. En la misma saga, los Boo aparecen como personajes no jugables en las pistas embrujadas.

## Especies
Además de los típicos Boo normales, también existen los "Boo Borrascosos", una especie de Boo caracterizada por un color ligeramente marrón que viven en Barranco Borrascoso (Paper Mario). Los "Boo Rojos" (Super Mario Sunshine, Mario Party 4, Mario Party 6 y Mario Party 8) poseen la habilidad de transformarse y son temidos por el resto de Boo, hasta el extremo de evitarlos. Los Boo Oscuros son la especie de Boo más peligrosa, que poseen un color morado (Paper Mario: The Thousand-Year Door y Super Paper Mario). Lady Bow (Paper Mario) es aparentemente la única Boo hembra, aunque en Paper Mario también se menciona a una Boo llamada Victoria. Roger el fantasma Maceta en Yoshi's Island es un Boo fusionado con una maceta, aquí también aparecen los Boos Atómicos. En New Super Mario Bros. aparece una variante de Boo conocido como "Boo Globo" que puede aspirar aire e inflarse para soltarlo y desplazarse rápidamente. En Super Mario Galaxy aparecen los Boos negros, conocidos como "Bomb Boo", que al hacer el giro estrella cerca de ellos, les agarras de la lengua y explotan como los Bob-ombs. En New Super Mario Bros. 2 aparece una variación de Boo, conocido como "Boo Grandullón" (Boohemoth en inglés) el cual es muy gigante e imposible de vencer (a menos que tuvieras una estrella), también puede controlar el movimiento de la pantalla y si lo miran por varios segundos, se moverá de todos modos, a diferencia de los Boos normales, que no se mueven aunque los miren durante varios segundos. Los Boos Pescadores (Fishin' Boos) son los espíritus de los Lakitus Pescadores, y llevan en su anzuelo de pescar una bola de fuego azul en lugar de hongos de vida extra u otros objetos. También están los Boo Guys (Fantoguys en español), que son los espíritus de los Shy Guys y aparecen en los juegos de Yoshi.

## El Rey Boo
El Rey Boo hizo su primera aparición en Luigi's Mansion encerrando a Mario en un cuadro y luchando contra Luigi por recuperar a Mario. En este juego aparecía con una corona similar a una sortija con un enorme rubí y con la lengua azul, además tenía los ojos rojos y alrededor de ellos está sombreado de color negro. Este aspecto se cambió: esa corona a la de un rey cristiano del Medioevo y la lengua modificada a un rojo suave para los otros juegos en los que aparecería nuevamente, Super Mario Sunshine, Super Mario 64 DS, Mario Kart: Double Dash!! y Mario Kart DS, siendo en este último muy parecido a un Gran Boo con corona. También tiene un tablero en Mario Party 8 de Wii y para conseguir una estrella debes encontrarle y darle diez monedas. En Mario Party 9 es el jefe final de la Mansión Boo y en Luigi's Mansion: Dark Moon destruye la luna oscura y hace que los fantasmas se hagan hostiles, por curiosidad en este juego tiene la misma apariencia que en Luigi's Mansion. Reaparece en Luigi's Mansion 3, pero con el rubí de la corona y los ojos de color púrpura.